# La fille mal gardée

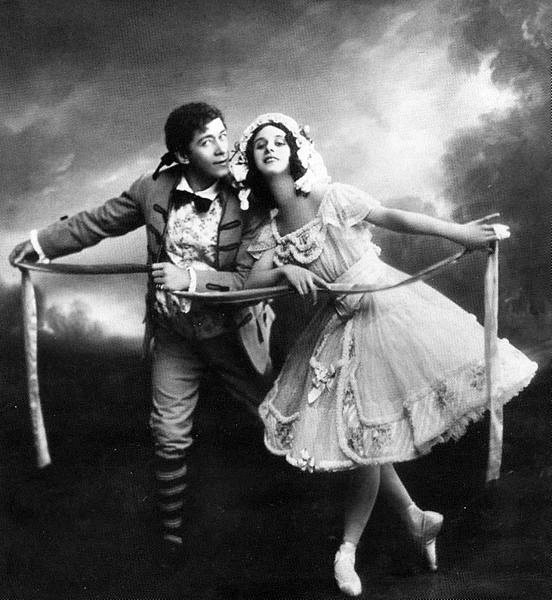
Anna Pavlova (Lise) e Nikolai Legat (Colas) - circa 1910

La fille mal gardée, in italiano talvolta La fanciulla mal custodita, è il balletto più antico ancora in repertorio nelle compagnie di danza in tutto il mondo.
In tutta la sua lunga storia, il balletto è stato rimaneggiato molte volte. Si sono susseguiti otto cambi di titolo e non meno di cinque differenti partiture musicali, due delle quali adattamenti di partiture già esistenti. Oggi sono sopravvissute due versioni: quella russa e in generale dell'Europa dell'Est (coreografata da Marius Petipa e Lev Ivanov nel 1885 e rivisitata da Aleksandr Gorskij nel 1903 su musica di Peter Ludwig Hertel, creata per l'allestimento di Paolo Taglioni a Berlino nel 1864) e quella inglese (coreografata nel 1960 da Sir Frederick Ashton su musica principalmente di Ferdinand Hérold, adattata da John Lanchbery). La versione di Ashton, completamente nuova, ebbe un enorme successo fin da subito ed è spesso considerata la versione definitiva.

## La nascita de La fille mal gardée

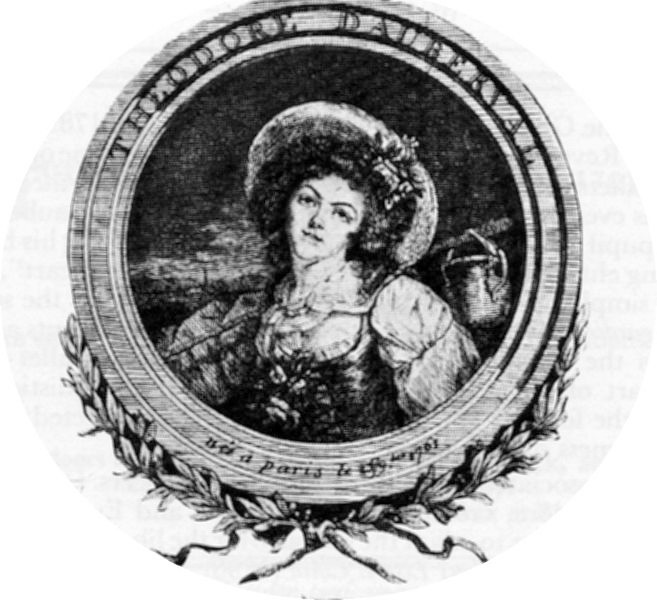
M.me Théodore, prima interprete del balletto (1789)

La fille mal gardée fu creata da Jean Dauberval, uno dei più grandi coreografi del suo tempo, allievo di Noverre e futuro insegnante di Charles Didelot. La leggenda vuole che Dauberval trovasse ispirazione un giorno a Bordeaux osservando le vetrine di un negozio di stampe. Lì vide un'incisione del dipinto di Pierre Antoine Baudouin dal titolo La reprimande. Une jeune fille querellée par sa mère, nel quale una fanciulla in lacrime con i vestiti in disordine viene sgridata dalla madre in un granaio, mentre il suo spasimante, sullo sfondo, si arrampica su una scala per scappare nel solaio. Presumibilmente questo particolare dipinto divertì il maître de ballet al punto di indurlo a scrivere immediatamente uno scenario adatto per un balletto. Così nacque La fille mal gardée.
Il balletto fu presentato per la prima volta al Grand Théâtre di Bordeaux (Francia) il 1º luglio 1789. La moglie di Dauberval, la ballerina M.me Théodore (moglie di Dauberval) danzò la parte di Lison (Lise nelle versioni moderne), il danzatore Eugène Hus fu Colin (Colas nelle versioni moderne), e François Le Riche interpretò la vedova Ragotte (nota come Madame Simone nelle versioni moderne). Il titolo originale, ispirato anch'esso al dipinto di Baudouin, era Le ballet de la paille ou Il n'est qu'un pas du mal au bien. Il lavoro ebbe un notevole successo di pubblico e fu il balletto più popolare e duraturo di Dauberval.

### La musica
Alla fine del diciottesimo secolo, le partiture dei balletti erano spesso pastiche di melodie popolari derivanti da danze ben note, canzoni e opere. Queste partiture spesso erano arrangiate e adattate dal direttore d'orchestra del teatro o dal primo violinista, il quale a volte era anche un conduttore d'orchestra (allora non vi era la separazione tra i due ruoli).
La partitura originale del balletto era un insieme di 55 melodie francesi ed è arrivata fino ai giorni nostri nella forma di quindici parti orchestrali conservate nella biblioteca municipale di Bordeaux. Il manoscritto non reca il nome di un compositore (o meglio di un arrangiatore) e nessun contemporaneo nei resoconti della produzione originale di La fille mal gardée menziona un compositore. È possibile che Dauberval stesso abbia arrangiato la partitura dal momento che era un valente violinista. Oppure potrebbe essere il lavoro di uno dei musicisti impiegati nel teatro a quei tempi. Un probabile candidato potrebbe essere stato Franz Beck, che al periodo era maestro di musica in carica al teatro di Bordeaux. Un'altra possibilità riguarda il violinista dell'orchestra del teatro, noto oggi solo con il nome di Lempereur, che aveva a quel tempo composto la musica per Mareie Milet ou L'héroïne villageoise, rappresentata per la prima volta nel marzo del 1789.

### Riprese dell'allestimento originale di Dauberval
Due anni dopo la prima rappresentazione del balletto, Dauberval andò a Londra per montare il lavoro per il balletto del King's Pantheon Theatre. Per l'occasione, Dauberval cambiò il titolo originale in quello che conosciamo oggi (La fille mal gardée). Per la prima rappresentazione (30 aprile 1791) M.me Théodore ripresentò il ruolo di Lise, mentre l'allievo di Dauberval, Charles Didelot, danzò Colas.
I musicisti dell'orchestra del Teatro Pantheon detestavano la partitura del 1789. Quando Ivor Guest e John Lanchbery scoprirono le parti orchestrali originali nel 1959, le trovarono coperte di commenti che andavano dalle battute di spirito ai sarcasmi feroci.
Il titolo del balletto, riportato su tutte le pagine, era stato barrato dal direttore della prima rappresentazione a Londra e sostituito con il gioco di parole "Filly-Me-Gardy" (filly in inglese vuol dire puledra o ragazza vivace).
Eugène Hus, creatore del ruolo di Colas, allestì La fille mal gardée di Dauberval per il Théâtre de la Porte Saint-Martin di Parigi nel 1803. Prima di questa produzione, Hus utilizzò il libretto del balletto nel 1796 per un'opéra-comique intitolata Lise et Colin, coreografata su musica di Pierre Gaveux.

## La nuova versione di Jean Pierre Aumer sulla musica di Hérold
Il coreografo Jean Pierre Aumer, un allievo di Dauberval, continuò a rivedere la versione di Hus del 1803 per tutta la sua carriera di maître de ballet all'Opéra. Andò a Vienna nel 1809 per montare il lavoro per il balletto del Burgtheater. Il 17 novembre 1828, Aumer presentò una versione completamente nuova de La fille mal gardée all'Académie Royale de Musique di Parigi, allestita per la ballerina Maria Taglioni nella parte di Lise. Per questa produzione, Ferdinand Hérold creò un adattamento della partitura originale del 1789 e prese anche in prestito molti temi dalle opere di compositori quali Gioachino Rossini, Jean Paul Egide Martini e Gaetano Donizetti.

### Il pas de deux di Fanny Elssler
Nel 1837, la ballerina austriaca Fanny Elssler fece il suo debutto all'Opéra di Parigi nella versione di Aumer del 1828 della La fille mal gardée.
Come era uso nel tempo, le ballerine spesso commissionavano nuove variazioni e nuovi pas da inserire in balletti già esistenti per le loro performance e così fece la Elssler.
Consultando l'archivio della biblioteca dell'Opéra di Parigi, la ballerina selezionò i temi per la sua variazione, prendendoli dall'opera di Donizetti L'elisir d'amore, e uno dei copisti della biblioteca, Aimé-Ambroise-Simon Leborne, riunì e orchestrò la musica.

## La nuova versione di Paolo Taglioni sulla musica di Hertel

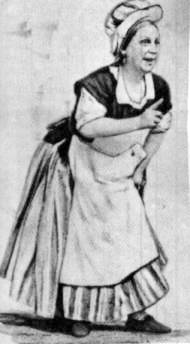
Vasilij Gel'cer nel ruolo di Simone (circa 1865)

Il coreografo italiano Paolo Taglioni, fratello della leggendaria Maria, fu ingaggiato come maître de ballet alla Staatsoper di Berlino negli anni. Il 7 novembre 1864 Taglioni presentò il suo allestimento completamente nuovo de La fille mal gardée. Per questa produzione, Taglioni commissionò la musica al compositore del Balletto di Corte dell'Opera, Peter Ludwig Hertel. L'allestimento ebbe un buon successo e restò nel repertorio del balletto di Berlino per molti anni.
Nel maggio del 1876, la grande ballerina italiana Virginia Zucchi debuttò nel balletto di Taglioni. Trionfò nel ruolo di Lise, dando nuova linfa al lavoro con la sua espressività.

## La fille mal gardée in Russia
La fille mal gardée fu allestita in Russia nel 1800 da Giuseppe Solomoni per il Balletto del Teatro Imperiale del Bol'šoj di Mosca (noto oggi con il nome di Teatro Bol'šoj). Questa produzione venne rivisitata otto anni più tardi dal successore di Solomoni al Bol'šoj, Jean Lamiral.
Didelot, l'allievo di Dauberval, diventò maître de ballet del Teatro Imperiale di San Pietroburgo nei primi anni del diciannovesimo secolo e nel 1818 montò la prima produzione de La fille mal gardée per la compagnia modificandone il titolo in La précaution inutile ou Lise et Colin (La precauzione inutile o Lise e Colin). Entrambi gli allestimenti partivano da quello originale di Dauberval e usavano il pastiche originale delle musiche.
Un allestimento della versione di Aumer del 1828 con la musica di Hérold venne messa in scena in Russia per il Teatro Imperiale del Bol'šoj nel 1845 da Iraklij Nikitin. Il grande coreografo Jules Perrot, maître del Balletto Imperiale dal 1850 al 1859, mise in scena la sua versione della produzione di Aumer nel 1854 e per questa produzione aggiunse nuova musica composta da Cesare Pugni. L'ultima rappresentazione della versione di Perrot venne data nel 1880 come performance di presentazione del primo giovane danzatore del Balletto Imperiale Pavel Gerdt.

### L'allestimento di Marius Petipa e Lev Ivanov

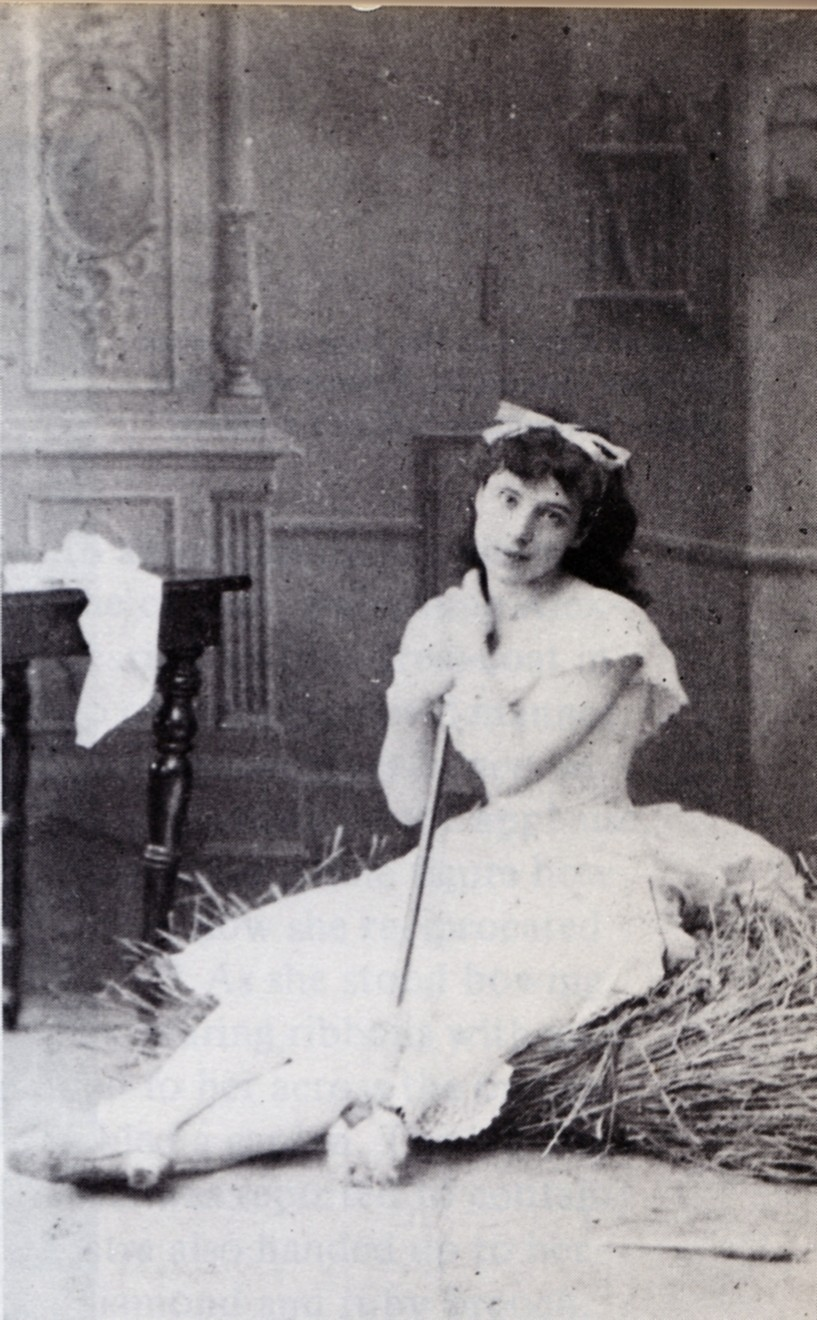
Virginia Zucchi nel ruolo di Lise (1885)

La ballerina Virginia Zucchi fece una tournée a San Pietroburgo nel 1885, esibendosi con successo in molti teatri della capitale imperiale. In agosto di quell'anno la Zucchi fu invitata dallo zar Alessandro III in persona a ballare per il Balletto Imperiale. Per far debuttare la Zucchi con il grande coreografo Marius Petipa e il suo assistente Lev Ivanov, si decise di riprendere la versione di Paolo Taglioni del 1864 de La fille mal gardée con la musica di Hertel. La Zucchi stessa avrebbe contribuito alla messa in scena di alcune danze originali di Taglioni. Il balletto debuttò il 16 dicembre (28 dicembre per il calendario gregoriano) del 1885, col titolo La précaution inutile (così è noto tuttora in Russia). Per l'occasione Léon Minkus compose appositamente alcune musiche addizionali per le variazioni della grande ballerina.
L'esibizione della Zucchi nella parte di Lise diventò leggendaria in Russia, dove aveva l'appellativo di "divina Virginia". Si narra che, durante la scena nota con il titolo Quando mi sposerò, l'interpretazione affascinante ed emozionante della Zucchi fu così impressionante che fece piangere molte persone del pubblico. La ballerina fu molto osannata per il celebre Pas de Ruban, nel quale Lise e Colas danzano usando dei nastri, con Colas che finge di essere un cavallo e Lise che corre con lui.
Quando la Zucchi lasciò il Teatro Imperiale Bol'šoj Kamennyj (il principale teatro del Balletto Imperiale fino al 1886), Lev Ivanov mise in scena una versione ridotta de La fille mal gardée per l'esibizione a Krasnoe Selo nell'estate del 1888, con Aleksandra Vinogradova nel ruolo di Lise. La Vinogradova danzò il ruolo anche in ottobre dello stesso anno al Teatro Mariinskij (il teatro principale del Balletto Imperiale dopo il 1886). Questa fu l'ultima esibizione del balletto fino al 1894, anno in cui Ivanov lo allestì per Hedwige Hantenbürg, una ballerina tedesca in visita. Da quel momento il balletto trovò un suo posto nel repertorio del Balletto Imperiale.

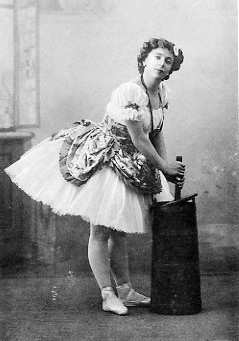
Ol'ga Preobraženskaja nel ruolo di Lise (circa 1890)

La fille mal gardée si dimostrò un buon mezzo per dispiegare le capacità tecniche e interpretative delle grandi ballerine del palcoscenico imperiale quali: Ol'ga Preobraženskaja, Anna Pavlova, Tamara Karsavina, e la prima ballerina russa nominata prima ballerina assoluta Matil'da Kšesinskaja, che per un certo periodo di tempo non permise a nessun'altra ballerina di danzare il ruolo di Lise (lo stesso fece per La figlia del Faraone di Petipa e La Esmeralda).
Una caratteristica della produzione di Ivanov fu l'uso di galline vere sul palco. Una sera, mentre la Preobraženskaja danzava Lise, la sua rivale, la Kšesinskaja, lasciò uscire tutte le galline durante la sua variazione e molte di esse caddero nella buca dell'orchestra. La Preobraženskaja continuò a danzare come se niente fosse.
Come molte delle partiture usate dal Balletto Imperiale, all'inizio del XX secolo la musica di Hertel aveva subito dei cambiamenti e delle aggiunte da molti diversi compositori quali: Cesare Pugni, Léon Minkus, Léo Delibes, Riccardo Drigo e Anton Rubinstein.
Le avversità che colpirono il balletto russo dopo la rivoluzione d'ottobre del 1917, determinarono la fine delle rappresentazioni di molti balletti del repertorio con la conseguente perdita definitiva delle coreografie. L'ultima rappresentazione de La fille mal gardée venne fatta il 1º ottobre 1917 (calendario gregoriano), solo un mese prima la Rivoluzione, con Elsa Vill nel ruolo di Lise.

## La fille mal gardéenel ventesimo secolo
Il 7 dicembre 1903, fu presentata al Teatro Bol'šoj di Mosca un'importante ripresa de La fille mal gardée. Montata da Aleksandr Gorskij, ex-danzatore del Balletto Imperiale, era essenzialmente una revisione della produzione precedente. Gorskij aggiunse nuove danze al balletto prese da altri balletti, soprattutto nuove variazioni per Lise nel Pas de Deux del secondo atto su musica di Drigo dal balletto di Petipa del 1900 I Milioni di Arlecchino. Questa versione del Pas de Deux è quella rappresentata anche oggi (è un cavallo di battaglia per concorsi e gala) ed è la base per quasi tutte le produzioni russe e in molte altre parti d'Europa.

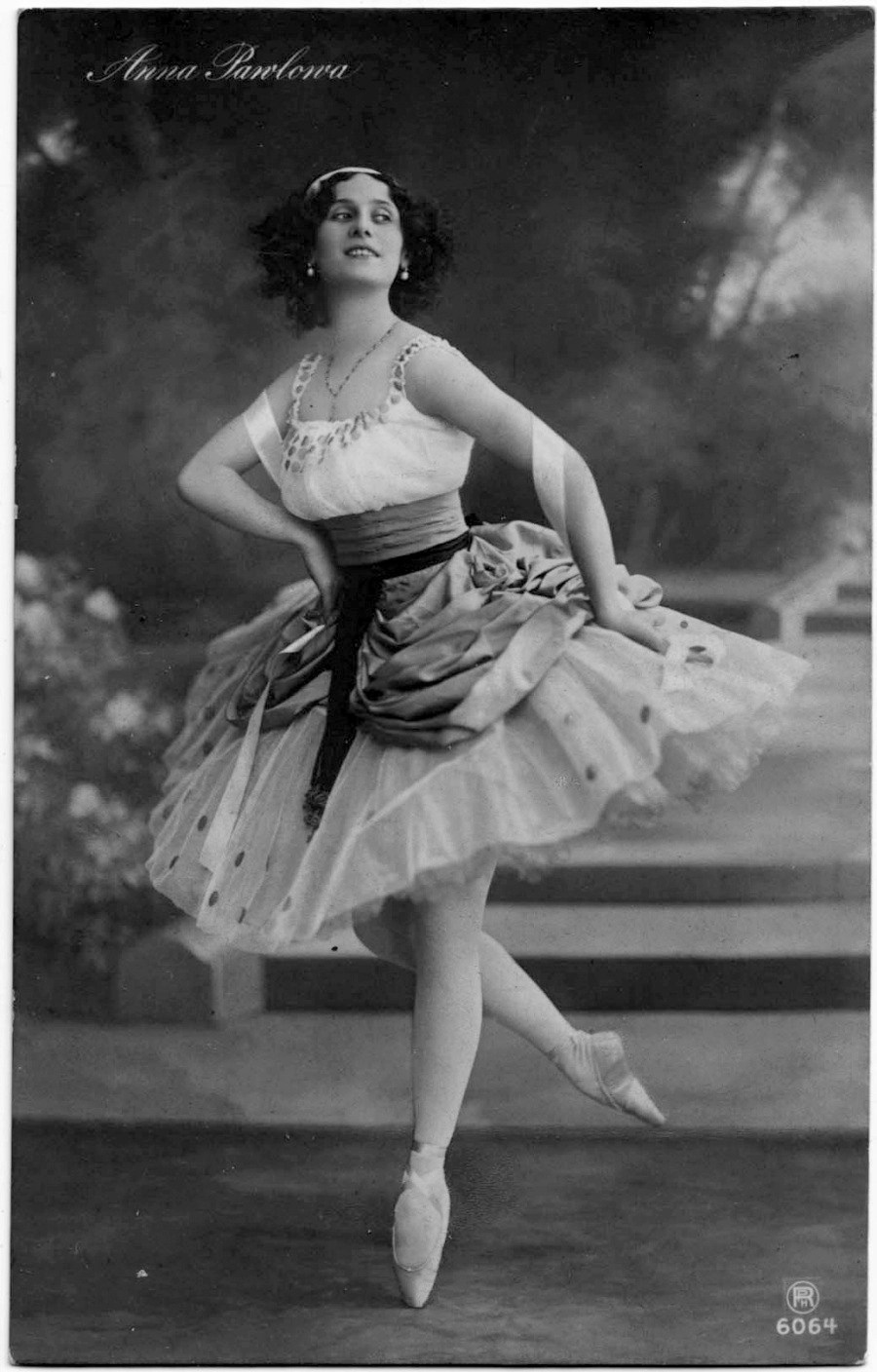
Anna Pavlova nella versione del 1912

La compagnia della ballerina Anna Pavlova (una delle più grandi interpreti di Lise) rappresentò per la prima volta all'ovest la versione russa (ridotta) de La fille mal gardée a Londra nel 1912.
Nel 1930 i coreografi Asaf Messerer e Igor' Moiseev montarono, per il balletto del Bol'šoj, una nuova versione del balletto, basata sull'allestimento di Petipa/Ivanov, aggiungendo un nuovo atto (Il matrimonio di Lise e Colas) e un divertissement sulla musica dell'Orfeo di Michail Glinka. Questa versione fu in seguito ripresa al Bol'šoj con il titolo de I rivali nel 1935, con la musica di Hertel/Glinka orchestrata da Aleksandr Vasil'evič Mosolov. Nessuna delle due produzioni restò a lungo nel repertorio.
Il Bol'šoj presentò un'altra produzione de La fille mal gardée nel 1937, completamente nuova allestita dal coreografo Leonid Lavrovskij. Per questa produzione Lavrovskij commissionò al compositore Pavel Feldt una nuova partitura basata sulla musica tradizionale di Hertel, mantenendo tutte le interpolazioni acquisite alla fine del XIX secolo. Dopo un moderato successo, anche questa versione sparì dal repertorio del Bol'šoj.
Per molti anni il Balletto Kirov/Mariinskij (ex Balletto Imperiale) di San Pietroburgo non ebbe in repertorio La fille mal gardée. A volte veniva danzata dagli studenti dell'Accademia Vaganova con i laureandi dell'anno nelle parti soliste. Nel 1994 il direttore della compagnia Oleg Vinogradov montò un nuovo allestimento basandosi essenzialmente sulla versione tradizionale di Petipa/Ivanov/Gorskij. Nei ruoli principali si alternarono con incredibile successo Margarita Kullik, Irina Badaeva, Vladımır Kım, Fethon Miozzi. All'uscita di Vinogradov dalla compagnia, la sua versione non venne più danzata. Nel 2002 il Bol'šoj mise in scena la versione di Sir Frederick Ashton. Il Mariinskij attualmente non ha questo balletto in repertorio.

### La fille mal gardéein occidente
Bronislava Nižinskaja, sorella del leggendario Vaclav Nižinskij, montò la prima versione de La fille mal gardée negli Stati Uniti per l'American Ballet Theatre (allora noto con il nome di Ballet Theatre) nel 1940. La versione della Nijinska fu ripresa nel 1941 con il titolo di The Wayward Daughter (La figlia ribelle) e nel 1942 con il titolo di Naughty Lisette (Lisette birichina). La produzione del 1942 fu rivisitata da Dmitrij Romonov nel 1949, e rimase nel repertorio della compagnia per molti anni. Romonov mise in scena una nuova versione del balletto per la compagnia nel 1972, con la grande ballerina Natalija Makarova nella parte di Lise.
Nel 1942 il Ballet Russe de Monte Carlo presentò la prima produzione di La fille mal gardée allestita da Aleksandra Balašova, ballerina del Balletto Imperiale, in una versione in gran parte basata sul quella di Petipa/Ivanov.
Molti dei danzatori che lavorarono con il Ballet Russe de Monte Carlo ebbero carriere di successo all'estero come coreografi, insegnanti e maestri di ballo. Questi danzatori usarono la versione della Balachova come base per molti revival nel mondo. La grande ballerina cubana Alicia Alonso danzò questa versione de La fille mal gardée negli anni quaranta e cinquanta del secolo scorso e allestì la propria versione per il Balletto cubano nel 1964.
Nel 1972 Claude Bessy coreografò La fille mal gardée per la Scuola di ballo dell'Opéra di Parigi, con scenario e costumi di Dimitri Romanoff. Per questa produzione Bessy scelse di utilizzare la musica di Hertel del 1864 orchestrata dal direttore dell'Opéra Jean-Michel Damase, mantenendo solo poche delle aggiunte fatte nel corso degli anni, soprattutto quelle di Minkus e Pugni. Bessy tenne anche alcune delle coreografie tradizionali tramandate dalla produzione Petipa/Ivanov attraverso la produzione di Gorskij. Questa versione è stata rappresentata con successo fino al 1993 e poi tolta dal repertorio per venire reintrodotta nel 2002.

## La nuova versione di Sir Frederick Ashton per il Royal Ballet
Nel 1959, il coreografo Sir Frederick Ashton decise di creare una versione completamente nuova de La fille mal gardée per il Royal Ballet. Questa produzione debuttò il 14 settembre 1960 con Nadia Nerina nella parte di Lise e David Blair nella parte di Colas. La versione di Ashton ebbe un enorme successo e fu ritenuta all'unanimità la versione definitiva de La fille mal gardée. Fin dall'inizio la versione di Ashton è diventata un classico nel repertorio del balletto.
Originalmente Sir Frederick Ashton voleva usare la musica di Ludwig Hertel ma dopo un attento esame della musica, decise che era troppo pesante e banale per la nuova produzione. Dietro suggerimento dello storico del balletto e musicologo Ivor Guest, Ashton studiò la partitura di Ferdinand Hérold del 1828 e trovò quella musica leggera, semplice più adatta per quello che aveva in mente.
Ashton ingaggiò il compositore e direttore d'orchestra della Royal Opera House, John Lanchbery, per adattare e orchestrare la partitura di Hérold. Dopo essere rimasti frustrati dalla natura semplicistica e indefinita della partitura originale, i due decisero che la musica di Hérold sarebbe andata bene come base per una partitura totalmente nuova per la quale Lanchbery compose alcuni nuovi brani. I due andarono anche oltre, incorporando elementi del pastiche musicale della prima rappresentazione del 1789 e un pezzo della musica di Hertel.
Ashton fu contrariato dal fatto che la musica di Hérold non avesse un grand pas e per un po' pensò di usare il ben noto pas de deux sulla musica di Hertel. Poi Ivor Guest trovò l'adattamento per violino del pas de deux che Fanny Elssler aveva arrangiato per la sua rappresentazione del 1837, su motivi de L'elisir d'amore di Donizetti, nascosto all'Opéra. Questo numero è noto con il nome di Pas de deux di Fanny Elssler .
Ashton coreografò alcune delle sue danze più magistrali per la nuova versione del balletto. Riportò sulla scena il pas de ruban per Lise e Colas, nel quale gli amanti eseguono un affascinante pas con intricati passaggi usando un nastro di raso rosa. Ashton portò quest'idea ad un livello completamente nuovo con Fanny Elssler pas de deux, inventando uno spettacolare grand adagio per Lise, Colas, e otto donne con otto nastri. Egli incluse anche la sequenza di mimo originale di Petipa nota con il titolo di When I'm Married, un passaggio che era eseguito da tutte le grandi ballerine del passato. Chi gli insegnò questo passaggio fu Tamara Karsavina, ballerina del Balletto Imperiale e dei Ballets Russes. La Karsavina a sua volta l'aveva imparata dal suo maestro, Pavel Gerdt, uno dei più grandi solisti maschi del Balletto Imperiale che fece da partner a tutte le "Lise" della fine dell'Ottocento e l'inizio del Novecento, inclusa Virginia Zucchi.
Per dare ispirazione a Lanchbery per la Clog Dance, Ashton portò il compositore ad una performance di danzatori con gli zoccoli del Lancashire. La danza nel balletto è eseguita dalla Vedova Simone, la mamma di Lise. Lanchbery decise di usare il tema (o leitmotiv) prendendolo dalla partitura di Hertel (questa è l'unica musica di Hertel usata nel balletto). Ashton creò uno spiritoso numero per Simone e quattro ballerine, in cui si danza sulle punte dei piedi con gli zoccoli. Nel caso delle ballerine, indossano gli zoccoli sopra le scarpette da punta.
La versione di Ashton de La fille mal gardée continuò ad essere allestita da molte compagnie in tutto il mondo e oggi è la versione più famosa del balletto.

## Personaggi
- Lise — (la figlia mal custodita)
- Colas — (l'amato di Lisa)

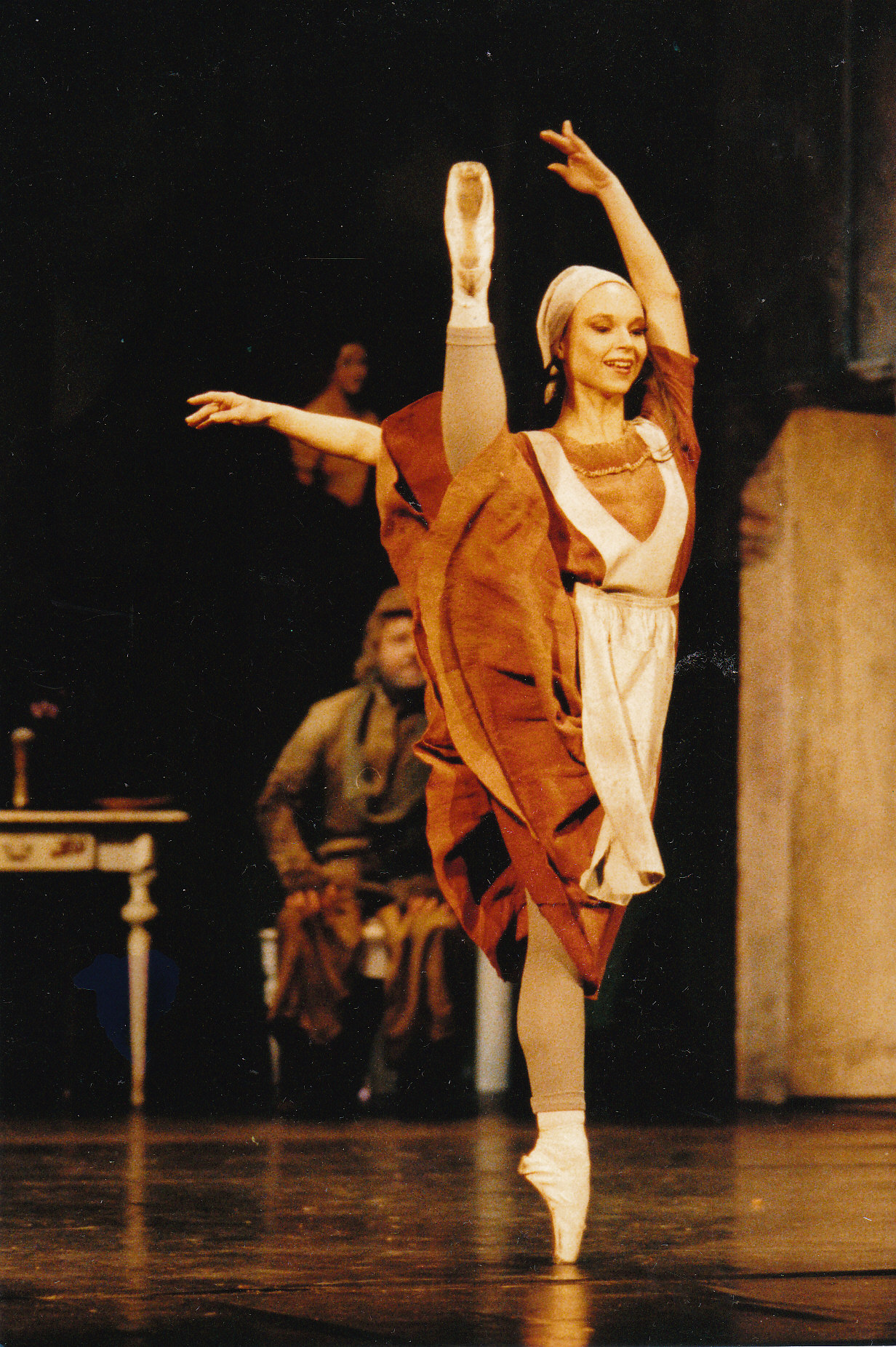
Natalie Böck

- Vedova Simone — (la madre di Lisa, di solito danzata da un uomo en travesti)
- Alain — (Lo stupidotto e ricco pretendente di Lise)
- Thomas — (Il padre di Alain)
- Il notaio
- Contadini — (amici di Lise e Colas)
- Un gallo e tre galline

## Trama
Lise e Colas sono innamorati e vogliono sposarsi. Ma Maman Simone vuole che Lisa sposi lo stupidotto, ma estremamente ricco, Alain e ha già disposto per il contratto matrimoniale con il padre di Alain, Thomas.
Nel periodo del raccolto, Simone e Lise vengono invitate per un picnic da Thomas e Alain. I contadini si uniscono in una danza dei nastri attorno ad un palo ornato di nastri (una danza tipica del periodo del raccolto) e le donne ballano la danza degli zoccoli. Arriva un temporale e tutti cercano riparo.
La vedova Simone e Lise tornano a casa. I contadini portano il raccolto e la vedova lascia la casa dopo averla chiusa per impedire a Lise di incontrarsi con Colas. Lise pensa a Colas e mima il fatto di essere madre di molti bambini. Colas, che era nascosto dietro ad un covone, un po' imbarazzato, esce allo scoperto. All'arrivo di Maman Simone, Lise nasconde Colas nella sua stanza. Quando Simone entra in casa, ordina a Lise di andare nella sua stanza a prendere l'abito da sposa comprato per l'imminente matrimonio con Alain. Lise cerca di restare dove è ma Simone la spinge nella stanza e chiude la porta a chiave.
Thomas arriva con un notaio e il figlio e arrivano anche i contadini, amici di Lise e Colas, Maman Simone apre la porta della stanza e Lise appare vestita da sposa con Colas al fianco. Thomas e Alain si offendono e Thomas, infuriato, strappa il contratto matrimoniale. Lui, il figlio e il notaio se ne vanno indignati. Lise e Colas chiedono perdono a Simone. L'amore conquista tutti e tutti fanno festa a Lise e Colas.

## La partitura de La fille mal gardée adattata da John Lanchbery
Nota - John Lanchbery utilizzò la musica di Hérold e alcuni passaggi della musica originale della partitura di Bordeaux del 1789 come "materia prima". L'elenco che segue dà i dettagli di tutte le danze e le scene della partitura di Lanchbery del 1960. A parte dove è annotato, tutti i temi sono di Hérold nell'adattamento di Lanchbery.
Atto 1
- No.1 Introduction (presa dall'Ouverture di Hérold dell'opera di Jean Paul Egide Martini Le Droit du Seigneur)
- No.2 Dance of the Cock and Hens (Ferdinand Hérold, adattato da Lanchbery)
- No.3 Lise and the Ribbon (Pas de ruban) (da Hérold, tratto dall'aria Introduzione, Pianissimo de Il barbiere di Siviglia di Gioachino Rossini)
- No.4 Colas
- No.4a Colas' Solo
- No.5 Colas e Simone
- No.6 Villagers
- No.7 Simone e Lise
- No.8 Lise e Colas (Pas de ruban) (temi dall'opera di Jean Paul Egide Martini Le Droit du Seigneur)
- No.9 Village Girls
- No.10 Thomas e Alain (questo numero include l'assolo comico di Alain, composto da Lanchbery)
- No.11 Off to the Harvest (composto da Lanchbery, su temi preesistenti)
- No.12 Colas (ripresa del No.4)
- No.13 Picnic (dalla partitura originale del 1789 nota come il Pas de M. Albert. Il Pas de Trois comico per Lise, Colas, e Alain fu composto da Lanchbery)
- No.14 Flute Dance (questo numero era originariamente il Pas des Moissonneurs dalla partitura del 1828 score, adattata da Lanchbery)
- No.15 Quarrel (composta da Lanchbery, basata sul No.14)
- No.16 The Fanny Elssler Pas de deux (temi presa dall'opera L'elisir d'amore di Gaetano Donizetti e adattato per l'apparizione nel 1837 della ballerina Fanny Elssler all'Opéra dal copista e bibliotecario d'opera. Orchestrato da Lanchbery)
- No.17 Simone (introduzione composta da Lanchbery per il numero successivo)
- No.17a Clog Dance (l'unica musica di Peter-Ludwig Hertel usata da Lanchbery. Questo tema era stato creato da Hertel come leitmotiv per Maman Simone)
- No.18 Maypole Dance (presa dalla partitura del 1789 - il Pas de M. Albert)
- No.19 Storm and Finale (anche se la partitura è stata rifatta da Lanchbery, questa è l'unica musica per tempesta non alterata presa da La Cenerentola di Gioachino Rossini

Atto 2
- No.20 Overture
- No.21 Lise e Simone
- No.22 Spinning (presa dalla partitura del 1789 e ulteriormente adattata da Lanchbery)
- No.23 Tambourine Dance (Aria con variazioni) (presa dalla partitura del 1789 e ulteriormente adattata da Lanchbery)
- No.24 Harvesters
- No.25 When I'm Married (presa dall'aria Bell'alme generose dell'opera di Gioachino Rossini Elisabetta, regina d'Inghilterra. L'unico numero di Hérold che Lanchbery non ha riorchestrato)
- No.26 Simone's Return
- No.27 Thomas, Alain and the Notaries
- No.28 Consternation and Forgiveness
- No.29 Pas de deux (una versione adattata del No.25)
- No.30 Finale (composto da Lanchbery)